# كين هودر
كبن وارن هودر (بالإنجليزية: Kane Hodder) مواليد 8 أبريل 1955  هو ممثل ودوبلير وكاتب أمريكي، عرف بدور السفاح في فيلم جيسون إكس .

## روابط خارجية
- الموقع الرسمي
- كين هودر على موقع IMDb (الإنجليزية)
- كين هودر على موقع ألو سيني (الفرنسية)
- كين هودر على موقع تيرنر كلاسيك موفيز (الإنجليزية)
- كين هودر على موقع أول موفي (الإنجليزية)
- كين هودر على موقع قاعدة بيانات الأفلام السويدية (السويدية)
- كين هودر على موقع إن إن دي بي (الإنجليزية)
- كين هودر على موقع قاعدة بيانات الفيلم (الإنجليزية)
- كين هودر على موقع كينوبويسك (الروسية)
- كين هودر at تي في تروبس  [لغات أخرى]‏